# Veliki Komor
Veliki Komor is een plaats in de gemeente Mače in de Kroatische provincie Krapina-Zagorje. De plaats telt 453 inwoners (2001).